# Stato di male emicranico
Per stato di male emicranico si intende una emicrania debilitante che persiste per più di 72 ore.

## Trattamento
Somministrazione di proclorperazina per via endovenosa e diidroergotamina.